# Carte mobilité inclusion
Pour les articles homonymes, voir CMI.

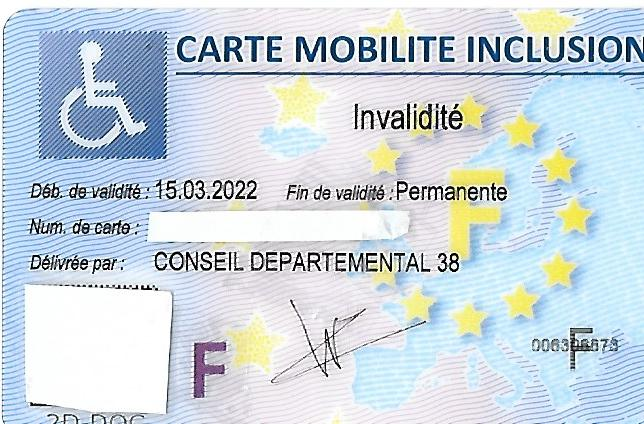
Carte mobilité inclusion

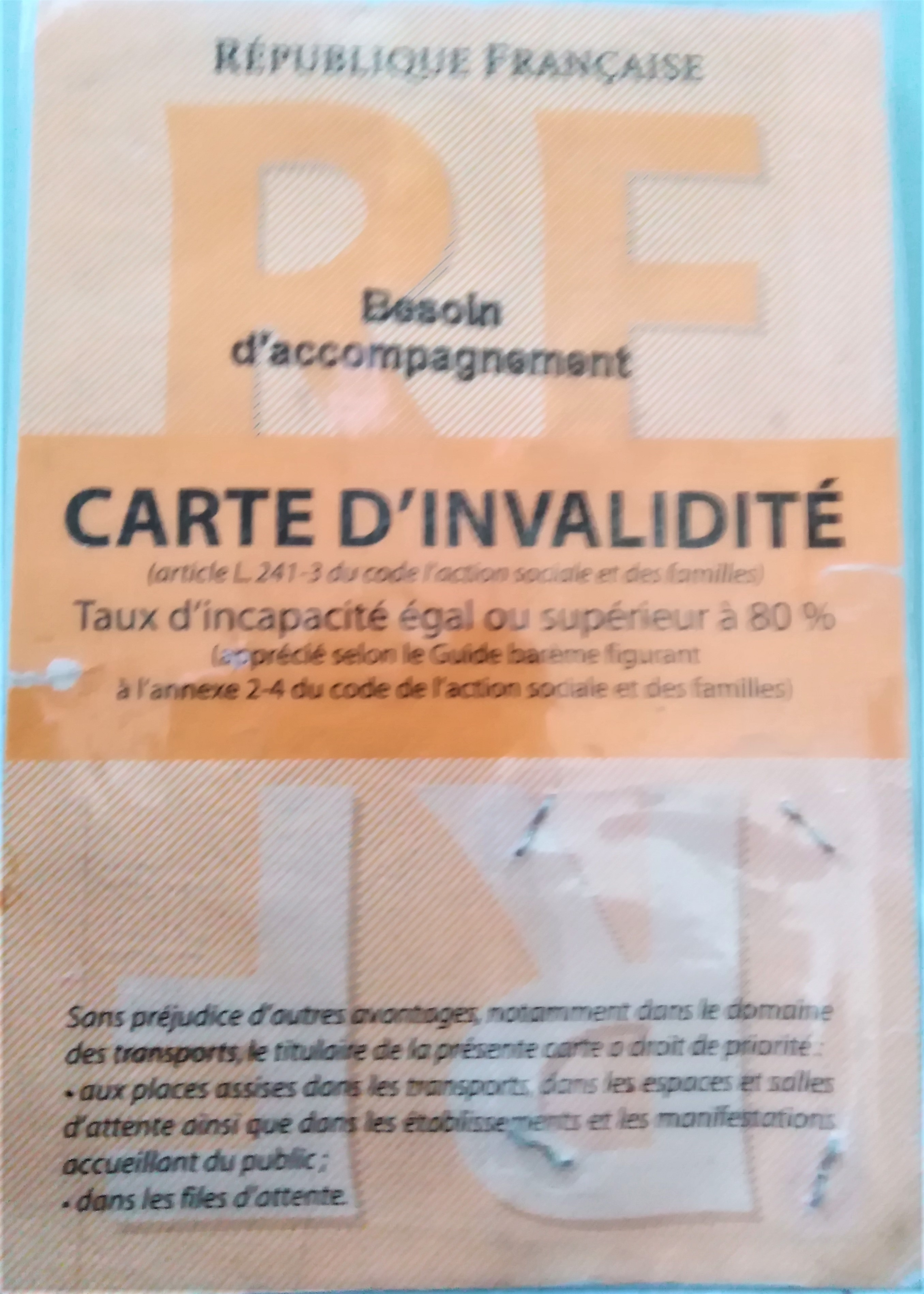
Ancienne carte d'invalidité française

La carte mobilité inclusion (CMI), avec ses trois mentions, succède en France à trois cartes précédentes : la carte européenne de Stationnement, la carte d'invalidité, et la carte de priorité, par remplacement progressif à compter du 1er janvier 2017.

## Histoire
En 2024, une nouvelle carte européenne du handicap (EDC), est souhaitée par l'Union européenne (UE)  pour améliorer la liberté de circulation et l'accessibilité pour les citoyens européens en situation de handicap.

## Présentation

### Conditions d'attribution
Il s'agit essentiellement d'une mesure technique : les conditions d'attribution ne sont pas modifiées et les droits sont les mêmes (sauf pour le stationnement à l'étranger). 
La CMI se présente sous la forme d'une carte de crédit, en plastique, plus petite que l'ancienne carte d'invalidité. Elle est sécurisée par un code-barres, qui n'est plus reconnu si la carte est déclarée volée ou perdue. 
La CMI est délivrée gratuitement; les duplicatas sont facturés 10€. Les cartes d'invalidité, remplacées par cette nouvelle carte, demeurent cependant valables jusqu'à leur date d'expiration et, au plus tard, jusqu'au 31 décembre 2026. Tout détenteur peut demander une CMI invalidité sans attendre cette date.
La CMI est attribuée sur demande motivée, soit par la MDPH, soit par la Direction Départementale de la Cohésion Sociale (DDCS), soit par la Direction Départementale de la Cohésion Sociale et de la Protection des Populations (DDCSPP) du département de résidence du titulaire.

### Fabrication et mise en place
La CMI est fabriquée par l'Imprimerie Nationale, qui annonce un délai de production de "5 jours", et a annoncé le 3 décembre 2018 avoir déjà produit un million de cartes. Selon la Secrétaire d'Etat Sophie Cluzel, le délai de fabrication serait en 2018 "sur les cinq premiers mois de l'année, de 4,58 jours exactement", tandis que le sénateur Joël Guerriau évoque des délais de "6 mois" pour l'obtention de la carte, en comptant toutes les étapes.

### Droits d'accès et de priorité
Il existe trois types de CMI différentes:
1. la CMI « stationnement » : cette carte permet de stationner sur les places handicapés, mais aussi de stationner gratuitement sur toutes les places libres d'accès[11]. La CMI n'est pas rattachée à un véhicule, mais à une personne titulaire, qui doit se trouver dans le véhicule (en tant que passager ou en tant que conducteur) lorsqu'il se gare. Il s'agit d'une carte nationale, mais le dispositif reste valable dans tous les pays ayant adhéré à la Conférence européenne des ministres des transports (CEMT).
2. la CMI « priorité  » : cette carte est attribuée lorsque le taux de handicap reconnu est inférieur à 80%, et que la station debout est pénible. Elle donne priorité dans les files d’attente et pour les places assises dans les transports en commun[12].
3. la CMI « invalidité  » : cette carte est attribuée lorsque le taux de handicap reconnu est de 80% ou plus[13]. Elle peut comporter la mention « besoin d’accompagnement » ou la mention « cécité », selon les cas[1].

### Les mentions
La mention « besoin d’accompagnement » s’applique :
- Aux titulaires de moins de 20 ans bénéficiant d’un complément de l’AEEH (catégories 3 à 6) ou de l’élément aide humaine de la PCH, lorsque celui-ci est accordé dans le cadre d’un droit d’option incluant au moins un complément de 3e catégorie.

- Aux titulaires de plus de 20 ans percevant l’élément aide humaine de la PCH, la majoration pour tierce personne (MTP), une pension d’invalidité de 3e catégorie ou l’allocation compensatrice pour l’aide d’une tierce personne (ACTP).

La mention "cécité" : 
- est accordée lorsque la personne handicapée présente une acuité visuelle centrale corrigée inférieure à 1/20e de la vision normale.

### Accessibilité
Depuis le 1er octobre 2024, les cartes mobilité inclusion sont en partie accessibles aux personnes malvoyantes grâce à l'ajout du sigle CMI en braille. Cette adaptation permet notamment aux personnes aveugles et malvoyantes d’identifier plus aisément leur CMI parmi d’autres cartes de même format, comme les cartes bancaires, vitales ou de fidélité. Toutefois, elles ne pourront pas différencier les divers types de cartes mobilité inclusion, car toutes porteront la même inscription en braille.

### Autres avantages

#### Impôts et taxes
La carte mobilité inclusion invalidité (à l'instar de l'ancienne carte d'invalidité) et toujours associée à la décision de la CDAPH indiquant le pourcentage de handicap, permet d'obtenir des avantages fiscaux, tels que l'impôt sur le revenu (article L.195 du code général des impôts), la taxe d’habitation (article L 1414 du CGI et suivants) ainsi que la taxe foncière (article L 1417 du CGI). Elle permet également une exonération des cotisations patronales de sécurité sociale. Le pourcentage d’invalidité n’a aucune incidence sur la prise en charge à 100% par l’assurance maladie (exonération du ticket modérateur).

#### Visites
De même, dans certains lieux d'exposition (musées, monuments) et sous certaines conditions comme en Île-de-France, Les personnes détentrices d'une CMI invalidité peuvent accéder gratuitement à la plupart des musées et monuments.

#### Transport
De même, la personne accompagnatrice d'une personne détentrice de la CMI Invalidité dans les transports publics (tel que la SNCF) peut bénéficier d'une réduction, voire une quasi gratuité en cas de nécessité d'accompagnement mentionné sur la carte (sauf pour la partie concernant la réservation) selon certaines conditions spécifiques.